# Golpe al corazón
Golpe al corazón é uma telenovela argentina produzida pela Telefe e exibida desde 11 de setembro de 2017.
Protagonizada por Sebastián Estevanez, Eleonora Wexler, Miguel Ángel Rodríguez e Viviana Saccone.

## Enredo
Rafael "El Toro" Farías (Sebastián Estevanez), um boxeador que, depois de perder sua esposa em um acidente de carro, se torna enfermeiro. O destino cruza com Marcela (Eleonora Wexler), um médico que perdeu a visão depois de uma pancada na tentativa de abusar dela.
Uma história de superação de dois seres que sofreram na vida e que tentarão curar suas feridas juntas. Uma história apaixonada de encontros e desentendimentos, de amor e ódio onde seus protagonistas terão esperança como padrão para avançar com suas vidas.

## Elenco

### Elenco principal
- Sebastián Estevanez como Rafael Farías
- Eleonora Wexler como Marcela Ríos
- Miguel Ángel Rodríguez como Pedro Palacio
- Viviana Saccone como María Catalina

### Elenco secundario
- Claudia Lapacó como Chuna Mansilla
- Georgina Barbarossa como Grace
- Ramiro Blas como Javier Mansilla
- Julia Calvo como Marta Medina
- Victorio D'Alessandro como Santiago Medina
- Marcelo De Bellis como Willy
- María del Cerro como Lucrecia
- Manuela Pal como Erika Martín
- Natalia Lobo como Nancy
- Stefano de Gregorio como Diego "Peti" Figueroa
- Facundo Espinosa como Leandro
- Johanna Francella como Celeste Farías
- Laura Laprida como Evelina Mansilla
- Franco Pucci como Joaquín Palacio
- Sabrina Rojas como Julieta
- Julián Serrano como Alejo Ríos
- Germán Kraus como  Francisco Di Cesare